# 索柱 (康熙乙未進士)
索柱（穆麟德轉寫：soju，生年不詳—卒年不詳），字海峰，完颜氏。正紅旗滿洲人，屬於何保住佐領。清朝政治人物。

## 生平
康熙五十四年（1715年）乙未科第三甲第一百三十九名同進士出身。
早年歷官不詳。至雍正十年（1732年）任額外學士上行走，署理大理寺卿、左副都御史。六月二十日授內閣學士。
十一年（1733年）：內閣學士署左副都御史。
十三年（1735年）：內閣學士署左副都御史。以內閣學士辦理軍機事務，改在總理事務處差委辦事。
乾隆元年（1736年）：三月八日改左副都御史，三月二十日仍兼內閣學士，仍在總理事務差委辦事。八月二十六日充順天鄉試迴避閱卷官。
二年（1737年）：左副都御史、兼內閣學士，仍在總理事務差委辦事。三月六日充會試副考官，四月二十九日充殿試讀卷官。
四年（1739年）：左副都御史、兼內閣學士。七月二日遷工部右侍郎、仍兼內閣學士。九月奏請放寬改定人民出山海關之例。後兼經筵講官。
十三年（1748年）：工部右侍郎、兼內閣學士、兼經筵講官。五月十九日降級調任，後事不詳。